# Оганесян Рената
Рена́та Оганес́ян (* 2001) — українська парна фігуристка. Триразова чемпіонка України.

## Життєпис
Народилася 2001 року в місті Дніпро; почала кататися в 2004-му.
Бронзові призери з Марком Бардеєм чемпіонату України серед юніорів (2011/2012).
Триразові чемпіони України серед юніорів (2012/2013, 2014—2015).
Разом із партнером Марком Бардеєм виграла три медалі Гран-прі ISU серед юніорів, у тому числі золото на JGP Латвії-2015.
Триразові чемпіони України (2014—2016).